# Dierscheid
Dierscheid là một đô thị ở huyện Bernkastel-Wittlich, trong bang Rheinland-Pfalz, Đô thị Dierscheid có diện tích 2,42 km², dân số thời điểm ngày 31 tháng 12 năm 2006 là 166 người.